# Zeta Capricorni
Zeta Capricorni (ζ Cap / 34 Capricorni / HD 204075) es una estrella en la constelación de Capricornio de magnitud aparente +3,77. Tiene el nombre tradicional, aunque poco utilizado, de Marakk, que proviene del árabe «lomos» (de la cabra). Se encuentra a 398 años luz de distancia del sistema solar.
En China recibía el nombre de Yen, uno de los antiguos estados feudales de ese país.
Zeta Capricorni está considerada un ejemplo típico de estrella de bario, una clase de estrellas ricas no solo en este elemento químico sino también en otros elementos pesados. En el caso de Zeta Capricorni, destaca la gran abundancia del elemento praseodimio, procedente del proceso-s. En este tipo de estrellas, la abundancia en estos elementos se debe a la «contaminación» por otra estrella —una enana blanca— que no suele ser visible.
De hecho, Zeta Capricorni es una estrella binaria, cuya componente principal (ζ Capricorni A) es una supergigante amarilla de tipo espectral G4, 490 veces más luminosa que el Sol y con un diámetro de 29 diámetros solares. Tiene una temperatura superficial de 5050 K y, con una masa aproximada de 4 masas solares, su edad estimada es inferior a 200 millones de años. Su espectro muestra que efectivamente existe una compañera (ζ Capricorni B) que es invisible. Se piensa que es una enana blanca con un período orbital de 6,5 años separada una distancia de 6 UA respecto a la estrella principal. Es la responsable de los altos contenidos en elementos pesados de Zeta Capricorni A. Una segunda compañera de magnitud 12, visualmente a 22 segundos de arco, no está físicamente relacionada con Zeta Capricorni; curiosamente es también una enana blanca de tipo DA.